# Tempel (Lelea)
Tempel is een bestuurslaag in het regentschap Indramayu van de provincie West-Java, Indonesië. Tempel telt 3301 inwoners (volkstelling 2010).